# استوارت ایملاخ
استوارت ایملاخ (انگلیسی: Stewart Imlach; ۶ ژانویهٔ ۱۹۳۲ – ۷ اکتبر ۲۰۰۱) بازیکن فوتبال اهل اسکاتلند بود.
از باشگاه‌هایی که در آن بازی کرده‌است می‌توان به باشگاه فوتبال ناتینگهام فارست، باشگاه فوتبال کاونتری سیتی، باشگاه فوتبال کریستال پالاس، باشگاه فوتبال بری، باشگاه فوتبال دربی کانتی، باشگاه فوتبال لوتون تاون، و باشگاه فوتبال چلمزفورد سیتی اشاره کرد.
وی همچنین در تیم ملی فوتبال اسکاتلند بازی کرده‌است.